# Großer Preis von Monaco 1969
Der Große Preis von Monaco 1969 (offiziell XXVII Grand Prix Automobile de Monaco) fand am 18. Mai auf dem Circuit de Monaco in Monte Carlo statt und war das dritte Rennen der Automobil-Weltmeisterschaft 1969.

## Berichte

### Hintergrund
Das Teilnehmerfeld entsprach größtenteils dem des vorangegangenen Grand Prix in Spanien mit der Ausnahme, dass Jochen Rindt noch nicht von seiner dort erlittenen Nasenverletzung genesen war und daher von Richard Attwood vertreten wurde.
Zudem trat das Privatteam Antique Automobiles erstmals in dieser Saison an und bestritt mit dem Fahrer Vic Elford die letzte Grand-Prix-Teilnahme eines Cooper-Rennwagens. Für Silvio Moser, der einen privaten Brabham einsetzte, war es ebenfalls die erste GP-Teilnahme des Jahres.

### Training
Nach der ersten Trainingseinheit wurde als Reaktion auf Unfälle und Probleme beim zurückliegenden Spanien-GP ein Verbot jeglicher Flügel verhängt. Die Zeiten aus diesem ersten Training, das noch mit Flügeln absolviert worden war, wurden gestrichen und zählten nicht für die Qualifikation. Entgegen den Befürchtungen einiger Teams, dass die mit den aerodynamischen Hilfsmitteln abgestimmten Wagen ohne Flügel kaum fahrbar seien, waren lediglich geringe Zeitverluste festzustellen.
Jackie Stewart erzielte die erste Pole-Position seiner Karriere vor Chris Amon im Ferrari und seinem Matra-Teamkollegen Jean-Pierre Beltoise.

### Rennen
Stewart ging als Führender in die erste Kurve, dicht gefolgt von Amon. Dahinter geriet Beltoise unter Druck durch Graham Hill, der in der dritten Runde an ihm vorbeiziehen konnte. Innerhalb der ersten zehn Runden fuhr Stewart einen Vorsprung von zehn Sekunden heraus.
Unterdessen hatte John Surtees im nur mäßig beleuchteten Tunnel mit einem Getriebeschaden zu kämpfen. Jack Brabham übersah dies und kollidierte mit ihm. Beide fielen aus, blieben aber unverletzt. Amon und Beltoise, die beide in aussichtsreicher Position unterwegs waren, schieden noch im ersten Viertel des Rennens mit technischen Problemen aus. Kurz nach Beltoise musste auch der führende Stewart aufgeben, sodass beide Matra-Ford innerhalb von zwei Runden mit exakt dem gleichen Defekt ausgeschieden waren.
An der Spitze lag nun Hill mit zwölf Sekunden Vorsprung vor Jacky Ickx und Piers Courage. Da Ickx in Runde 49 durch einen Aufhängungsschaden aufgeben musste, beendete Courage das Rennen auf Platz zwei und sorgte damit für einen unerwarteten Erfolg für das Privatteam Frank Williams Racing Cars, das erst seinen zweiten Grand-Prix-Einsatz bestritt. Joseph Siffert erreichte mit seinem Kunden-Lotus als Dritter das Ziel.

## Meldeliste
| Team                          | Nr. | Fahrer               | Chassis            | Motor                    | Reifen |
| ----------------------------- | --- | -------------------- | ------------------ | ------------------------ | ------ |
| Gold Leaf Team Lotus          | 01  | Graham Hill          | Lotus 49B          | Ford Cosworth DFV 3.0 V8 | F      |
| Gold Leaf Team Lotus          | 02  | Richard Attwood      | Lotus 49B          | Ford Cosworth DFV 3.0 V8 | F      |
| Bruce McLaren Motor Racing    | 03  | Denis Hulme          | McLaren M7A        | Ford Cosworth DFV 3.0 V8 | G      |
| Bruce McLaren Motor Racing    | 04  | Bruce McLaren        | McLaren M7C        | Ford Cosworth DFV 3.0 V8 | G      |
| Motor Racing Developments     | 05  | Jack Brabham         | Brabham BT26A      | Ford Cosworth DFV 3.0 V8 | G      |
| Motor Racing Developments     | 06  | Jacky Ickx           | Brabham BT26A      | Ford Cosworth DFV 3.0 V8 | G      |
| Matra International (Tyrrell) | 07  | Jackie Stewart       | Matra MS80         | Ford Cosworth DFV 3.0 V8 | D      |
| Matra International (Tyrrell) | 08  | Jean-Pierre Beltoise | Matra MS80         | Ford Cosworth DFV 3.0 V8 | D      |
| Rob Walker Racing Team        | 09  | Joseph Siffert       | Lotus 49B          | Ford Cosworth DFV 3.0 V8 | F      |
| Reg Parnell Racing            | 10  | Pedro Rodríguez      | BRM P126           | BRM P142 3.0 V12         | D      |
| Scuderia Ferrari SpA SEFAC    | 11  | Chris Amon           | Ferrari 312 (1969) | Ferrari 255C 3.0 V12     | F      |
| Antique Automobiles           | 12  | Vic Elford           | Cooper T86B        | Maserati 10/F1 3.0 V12   | G      |
| Owen Racing Organisation      | 14  | John Surtees         | BRM P138           | BRM P142 3.0 V12         | D      |
| Owen Racing Organisation      | 15  | Jackie Oliver        | BRM P133           | BRM P142 3.0 V12         | D      |
| Frank Williams Racing Cars    | 16  | Piers Courage        | Brabham BT26A      | Ford Cosworth DFV 3.0 V8 | D      |
| Silvio Moser Racing Team      | 17  | Silvio Moser         | Brabham BT24       | Ford Cosworth DFV 3.0 V8 | G      |

## Klassifikationen

### Startaufstellung
| Pos. | Fahrer               | Konstrukteur    | Zeit   | Ø-Geschwindigkeit | Start |
| ---- | -------------------- | --------------- | ------ | ----------------- | ----- |
| 01   | Jackie Stewart       | Matra-Ford      | 1:24,6 | 133,830 km/h      | 01    |
| 02   | Chris Amon           | Ferrari         | 1:25,0 | 133,200 km/h      | 02    |
| 03   | Jean-Pierre Beltoise | Matra-Ford      | 1:25,4 | 132,576 km/h      | 03    |
| 04   | Graham Hill          | Lotus-Ford      | 1:25,8 | 131,958 km/h      | 04    |
| 05   | Joseph Siffert       | Lotus-Ford      | 1:26,0 | 131,651 km/h      | 05    |
| 06   | John Surtees         | B.R.M.          | 1:26,0 | 131,651 km/h      | 06    |
| 07   | Jacky Ickx           | Brabham-Ford    | 1:26,3 | 131,194 km/h      | 07    |
| 08   | Jack Brabham         | Brabham-Ford    | 1:26,4 | 131,042 km/h      | 08    |
| 09   | Piers Courage        | Brabham-Ford    | 1:26,4 | 131,042 km/h      | 09    |
| 10   | Richard Attwood      | Lotus-Ford      | 1:26,5 | 130,890 km/h      | 10    |
| 11   | Bruce McLaren        | McLaren-Ford    | 1:26,7 | 130,588 km/h      | 11    |
| 12   | Denis Hulme          | McLaren-Ford    | 1:29,5 | 126,503 km/h      | 12    |
| 13   | Jackie Oliver        | B.R.M.          | 1:28,4 | 128,077 km/h      | 13    |
| 14   | Pedro Rodríguez      | B.R.M.          | 1:30,5 | 125,105 km/h      | 14    |
| 15   | Silvio Moser         | Brabham-Ford    | 1:30,5 | 125,105 km/h      | 15    |
| 16   | Vic Elford           | Cooper-Maserati | 1:32,8 | 122,004 km/h      | 16    |

### Rennen
| Pos. | Fahrer               | Konstrukteur    | Runden | Stopps | Zeit       | Start | Schnellste Runde |
| ---- | -------------------- | --------------- | ------ | ------ | ---------- | ----- | ---------------- |
| 01   | Graham Hill          | Lotus-Ford      | 80     | 0      | 1:56:59,4  | 04    | 1:25,8           |
| 02   | Piers Courage        | Brabham-Ford    | 80     | 0      | + 17,3     | 09    | 1:25,8           |
| 03   | Joseph Siffert       | Lotus-Ford      | 80     | 0      | + 34,6     | 05    | 1:26,2           |
| 04   | Richard Attwood      | Lotus-Ford      | 80     | 0      | + 52,9     | 10    | 1:26,4           |
| 05   | Bruce McLaren        | McLaren-Ford    | 79     | 0      | + 1 Runde  | 11    | 1:26,8           |
| 06   | Denis Hulme          | McLaren-Ford    | 78     | 0      | + 2 Runden | 12    | 1:26,7           |
| 07   | Vic Elford           | Cooper-Maserati | 74     | 0      | + 6 Runden | 16    | 1:33,2           |
| –    | Jacky Ickx           | Brabham-Ford    | 48     | 0      | DNF        | 07    | 1:26,5           |
| –    | Jackie Stewart       | Matra-Ford      | 22     | 0      | DNF        | 01    | 1:25,1 (16.)     |
| –    | Jean-Pierre Beltoise | Matra-Ford      | 20     | 0      | DNF        | 03    | 1:26,3           |
| –    | Chris Amon           | Ferrari         | 16     | 0      | DNF        | 02    | 1:26,3           |
| –    | Pedro Rodríguez      | B.R.M.          | 15     | 0      | DNF        | 14    | 1:31,3           |
| –    | Silvio Moser         | Brabham-Ford    | 15     | 0      | DNF        | 15    | 1:30,7           |
| –    | John Surtees         | B.R.M.          | 9      | 0      | DNF        | 06    | 1:29,3           |
| –    | Jack Brabham         | Brabham-Ford    | 9      | 0      | DNF        | 08    | 1:29,2           |
| –    | Jackie Oliver        | B.R.M.          | 0      | 0      | DNF        | 13    | –                |

## WM-Stände nach dem Rennen
Die ersten sechs des Rennens bekamen 9, 6, 4, 3, 2, 1 Punkt(e). Die besten fünf Ergebnisse der ersten sechs und die besten vier der letzten fünf Rennen zählten zur Meisterschaft. In der Konstrukteurswertung zählten dabei nur die Punkte des bestplatzierten Fahrers eines Teams.

### Fahrerwertung
| Pos. | Fahrer               | Konstrukteur | Punkte |
| ---- | -------------------- | ------------ | ------ |
| 01   | Jackie Stewart       | Matra-Ford   | 18     |
| 04   | Graham Hill          | Lotus-Ford   | 15     |
| 02   | Bruce McLaren        | McLaren-Ford | 10     |
| 03   | Denis Hulme          | McLaren-Ford | 8      |
| 06   | Joseph Siffert       | Lotus-Ford   | 7      |
| 05   | Piers Courage        | Brabham-Ford | 6      |
| 07   | Jean-Pierre Beltoise | Matra-Ford   | 5      |
| 08   | Richard Attwood      | Lotus-Ford   | 3      |
| 09   | John Surtees         | B.R.M.       | 2      |
| 10   | Jacky Ickx           | Brabham-Ford | 1      |
| 11   | Jackie Oliver        | B.R.M.       | 0      |

| Pos. | Fahrer           | Konstrukteur    | Punkte |
| ---- | ---------------- | --------------- | ------ |
| 11   | Vic Elford       | Cooper-Maserati | 0      |
| 12   | Sam Tingle       | Brabham-Repco   | 0      |
| –    | Peter de Klerk   | Brabham-Repco   | 0      |
| –    | Jochen Rindt     | Lotus-Ford      | 0      |
| –    | Pedro Rodríguez  | B.R.M.          | 0      |
| –    | Chris Amon       | Ferrari         | 0      |
| –    | Jack Brabham     | Brabham-Ford    | 0      |
| –    | Mario Andretti   | Lotus-Ford      | 0      |
| –    | John Love        | Lotus-Ford      | 0      |
| –    | Basil van Rooyen | McLaren-Ford    | 0      |
| –    | Silvio Moser     | Brabham-Ford    | 0      |

### Konstrukteurswertung
| Pos. | Konstrukteur | Punkte |
| ---- | ------------ | ------ |
| 01   | Matra-Ford   | 18     |
| 03   | Lotus-Ford   | 15     |
| 02   | McLaren-Ford | 12     |
| 04   | Brabham-Ford | 7      |

| Pos. | Konstrukteur    | Punkte |
| ---- | --------------- | ------ |
| 05   | B.R.M.          | 2      |
| 06   | Cooper-Maserati | 0      |
| 07   | Brabham-Repco   | 0      |
| –    | Ferrari         | 0      |